# Effectifs de la Coupe du monde de beach soccer 2007
Navigation
2006 2008
Cet article donne la composition des 16 équipes participant à la Coupe du monde de beach soccer 2007.

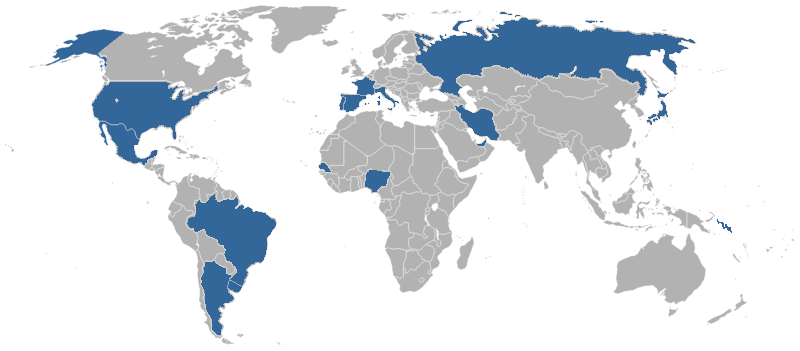
Équipes qualifiée pour la Coupe du monde de beach soccer 2007.

## Les Équipes

### Groupe A
Brésil :
| N° | Nom              | Poste      | Naissance        |
| 1  | Mão              | Gardien    | 6 décembre 1978  |
| 2  | Duda             | Défenseur  | 13 juin 1970     |
| 3  | André            | Défenseur  | 26 mai 1977      |
| 4  | Betinho          | Défenseur  | 16 décembre 1977 |
| 5  | Daniel           | Défenseur  | 3 novembre 1982  |
| 6  | Bruno Malias     | Milieu     | 29 mars 1980     |
| 7  | Sidney           | Milieu     | 19 juin 1980     |
| 8  | Júnior Negão     | Défenseur  | 29 mars 1965     |
| 9  | Daniel Souza     | Milieu     | 14 août 1987     |
| 10 | Benjamin         | Milieu     | 29 mai 1972      |
| 11 | Buru             | Milieu     | 14 avril 1976    |
| 12 | Wagner           | Gardien    | 10 mars 1980     |
|    | Alexandre Soares | Entraîneur |                  |

 Salomon :
| N° | Nom                 | Poste      | Naissance        |
| 1  | Morgan Anga         | Gardien    | 3 janvier 1986   |
| 2  | Taka                | Défenseur  | 19 février 1979  |
| 4  | Eddie Ngaitin       | Défenseur  | 12 avril 1985    |
| 5  | Richard Anisua      | Milieu     | 19 août 1986     |
| 6  | Benjamin Mela       | Attaquant  | 7 septembre 1983 |
| 7  | Henry Koto          | Milieu     | 13 août 1976     |
| 8  | Omo                 | Défenseur  | 12 octobre 1976  |
| 9  | Joe Luwi            | Attaquant  | 18 juillet 1983  |
| 10 | James Naka          | Attaquant  | 9 octobre 1984   |
| 11 | Hosea Purasi        | Milieu     | 6 octobre 1987   |
| 12 | Fred Hale           | Gardien    | 17 juillet 1979  |
|    | Terrence Van Dillen | Entraîneur | 6 octobre 1987   |

 Mexique :
| N° | Nom                 | Poste      | Naissance        |
| 1  | Hector Robles       | Gardien    | 24 avril 1981    |
| 2  | Oscar Gonzales      | Défenseur  | 11 février 1980  |
| 3  | Francisco Vargas    | Défenseur  | 28 novembre 1976 |
| 4  | Francisco Cati      | Défenseur  | 18 décembre 1981 |
| 6  | Jose Luis Navarrete | Défenseur  | 12 janvier 1973  |
| 7  | Moises Salazar      | Milieu     | 13 mai 1982      |
| 8  | Alejandro Pozos     | Milieu     | 8 janvier 1975   |
| 9  | Ricardo Villalobos  | Attaquant  | 2 février 1981   |
| 10 | Gustavo Rosales     | Attaquant  | 26 février 1981  |
| 11 | Morgan Plata        | Attaquant  | 11 décembre 1981 |
| 12 | Miguel Estrada      | Gardien    | 11 juillet 1983  |
|    | Ramon Raya          | Entraîneur |                  |

 Russie :
| N° | Nom                | Poste      | Naissance         |
| 1  | Andreï Boukhlitski | Gardien    | 7 février 1982    |
| 2  | Yuri Gorchinskiy   | Défenseur  | 5 mai 1977        |
| 3  | Sergey Bolabanov   | Défenseur  | 28 avril 1975     |
| 4  | Alekseï Makarov    | Attaquant  | 20 août 1987      |
| 5  | Vladimir Pavlikov  | Défenseur  | 29 septembre 1973 |
| 6  | Dmitry Shishin     | Défenseur  | 14 mars 1986      |
| 7  | Anton Shkarin      | Défenseur  | 15 novembre 1982  |
| 8  | Ilya Leonov        | Défenseur  | 21 décembre 1979  |
| 9  | Iegor Chaïkov      | Attaquant  | 23 juin 1980      |
| 10 | Ildar Aliev        | Attaquant  | 17 février 1972   |
| 11 | Rustam Shakmelyan  | Attaquant  | 12 mai 1986       |
| 12 | Leonid Gorodnov    | Gardien    | 20 mai 1973       |
|    | Nikolai Pisarev    | Entraîneur |                   |

### Groupe B
Espagne :
| N° | Nom             | Poste      | Naissance         |
| 1  | Dona            | Gardien    | 16 août 1982      |
| 2  | Juanma          | Défenseur  | 6 août 1979       |
| 3  | Miguel Beiro    | Attaquant  | 4 février 1988    |
| 4  | Diego           | Défenseur  | 16 juillet 1983   |
| 5  | Cristian Torres | Défenseur  | 16 février 1983   |
| 6  | Nico            | Défenseur  | 24 juillet 1976   |
| 7  | Adam            | Milieu     | 28 septembre 1984 |
| 8  | Javi Alvarez    | Attaquant  | 14 juin 1980      |
| 9  | Javier Torres   | Défenseur  | 16 février 1983   |
| 10 | Amarelle        | Attaquant  | 17 décembre 1977  |
| 11 | Ivan Rumbo      | Attaquant  | 6 mai 1988        |
| 12 | David Revuelta  | Gardien    | 4 janvier 1980    |
|    | Joaquin         | Entraîneur |                   |

 États-Unis :
| N° | Nom               | Poste      | Naissance         |
| 1  | Luis Montanez     | Gardien    | 27 juillet 1982   |
| 2  | Jevin Albuquerque | Attaquant  | 13 décembre 1971  |
| 3  | Brendon Taguinod  | Défenseur  | 2 février 1979    |
| 4  | Yuro Morales      | Attaquant  | 30 septembre 1981 |
| 5  | Benyam Astorga    | Défenseur  | 14 mai 1972       |
| 6  | Ronnie Silva      | Attaquant  | 11 novembre 1982  |
| 7  | Joshua Nolz       | Attaquant  | 13 avril 1980     |
| 8  | Mario Chimienti   | Attaquant  | 17 juin 1979      |
| 9  | Zak Ibsen         | Défenseur  | 2 juin 1972       |
| 10 | Francis Farberoff | Défenseur  | 16 mars 1975      |
| 11 | Raphael Xexeo     | Attaquant  | 30 octobre 1979   |
| 12 | Bayard Elfvin     | Gardien    | 1er février 1981  |
|    | Roberto Ceciliano | Entraîneur |                   |

 Iran :
| N° | Nom                 | Poste      | Naissance         |
| 1  | Hamed Ghorbanpour   | Gardien    | 21 septembre 1984 |
| 2  | Hassan Abdollahi    | Défenseur  | 11 septembre 1984 |
| 3  | Faroogh Dara        | Défenseur  | 21 novembre 1983  |
| 4  | Ali Aligoli         | Défenseur  | 1er juillet 1984  |
| 5  | Ali Naderi          | Défenseur  | 30 avril 1980     |
| 6  | Alireza Khosravi    | Attaquant  | 30 avril 1977     |
| 7  | Mehdi Davoudi       | Attaquant  | 21 août 1979      |
| 8  | Moslem Mesigar      | Milieu     | 17 septembre 1984 |
| 9  | Farid Boulokbashi   | Attaquant  | 8 juin 1983       |
| 10 | Abbas Hashempour    | Milieu     | 17 mai 1977       |
| 11 | Mohammad Ahmadzadeh | Milieu     | 25 novembre 1986  |
| 12 | Mahdi Bahrololoom   | Gardien    | 18 avril 1980     |
|    | Marco Octávio       | Entraîneur |                   |

 Portugal :
| N° | Nom                         | Poste      | Naissance        |
| 1  | Rodrigues                   | Gardien    | 4 juillet 1972   |
| 2  | David                       | Attaquant  | 12 novembre 1983 |
| 3  | Hernâni Neves               | Défenseur  | 2 novembre 1963  |
| 4  | Álvaro Luiz Maior de Aquino | Défenseur  | 10 décembre 1975 |
| 5  | Ricardo Loja                | Défenseur  | 13 janvier 1982  |
| 6  | Alan                        | Attaquant  | 21 juin 1975     |
| 7  | Madjer                      | Milieu     | 22 janvier 1977  |
| 8  | Marinho                     | Défenseur  | 27 août 1972     |
| 9  | Barraca                     | Milieu     | 8 juin 1971      |
| 10 | Belchior                    | Attaquant  | 9 octobre 1982   |
| 11 | Bilro                       | Défenseur  | 1er avril 1971   |
| 12 | Bruno                       | Gardien    | 22 octobre 1984  |
|    | José Miguel Mateus          | Entraîneur |                  |

### Groupe C
Italie :
| N° | Nom                  | Poste      | Naissance        |
| 1  | Daniele Gigli        | Gardien    | 25 août 1979     |
| 2  | Francesco Corosiniti | Défenseur  | 6 juillet 1984   |
| 3  | Peter Livon          | Défenseur  | 30 juillet 1975  |
| 4  | Michele Leghissa     | Défenseur  | 21 octobre 1975  |
| 5  | Simone Feudi         | Milieu     | 5 février 1982   |
| 6  | Maurizio Galli       | Défenseur  | 15 août 1962     |
| 7  | Roberto Pasquali     | Milieu     | 26 avril 1978    |
| 8  | Alessandro Tiberi    | Attaquant  | 26 mars 1980     |
| 9  | Damiano Maiorano     | Attaquant  | 28 juin 1985     |
| 10 | Gianni Fruzzetti     | Milieu     | 24 janvier 1971  |
| 11 | Paolo Palmacci       | Attaquant  | 17 mai 1984      |
| 12 | Michele Zanini       | Gardien    | 5 septembre 1980 |
|    | Giancarlo Magrini    | Entraîneur |                  |

Japon :
| N° | Nom               | Poste      | Naissance         |
| 1  | Shingo Terukina   | Gardien    | 8 septembre 1984  |
| 2  | Katsuhiro Yoshii  | Attaquant  | 25 septembre 1973 |
| 3  | Takashi Takiguchi | Défenseur  | 28 novembre 1986  |
| 4  | Naoyuki Kuroki    | Défenseur  | 25 juillet 1978   |
| 5  | Naoya Oshiro      | Attaquant  | 26 septembre 1981 |
| 6  | Ayuta Kamezaki    | Milieu     | 3 septembre 1981  |
| 7  | Takashi Arakaki   | Attaquant  | 26 mai 1979       |
| 8  | Tomoya Uehara     | Attaquant  | 22 mars 1984      |
| 9  | Shusei Yamauchi   | Milieu     | 9 septembre 1985  |
| 10 | Teruki Tabata     | Attaquant  | 16 avril 1979     |
| 11 | Takasuke Goto     | Milieu     | 4 juin 1985       |
| 12 | Noriyuki Maruo    | Gardien    | 11 juin 1977      |
|    | Neném             | Entraîneur |                   |

Sénégal :
| N° | Nom             | Poste      | Naissance         |
| 1  | Al Seyni Ndiaye | Gardien    | 31 décembre 1989  |
| 2  | Ngalla Sylla    | Défenseur  | 20 mars 1986      |
| 3  | Pape Koukpaki   | Attaquant  | 2 avril 1979      |
| 4  | Alassane Thiaw  | Défenseur  | 22 avril 1988     |
| 5  | Modou Thioune   | Attaquant  | 24 juillet 1985   |
| 6  | Ndiankou Dieye  | Défenseur  | 6 mai 1985        |
| 7  | Bou Dioum       | Défenseur  | 14 novembre 1978  |
| 8  | Badiane Mbengue | Attaquant  | 4 avril 1988      |
| 9  | Mamadou Diallo  | Attaquant  | 28 août 1971      |
| 10 | Malick Dieng    | Défenseur  | 18 septembre 1976 |
| 11 | Gomis Mbengue   | Attaquant  | 12 février 1982   |
| 12 | Sow Diop        | Gardien    | 3 mai 1986        |
|    | Amadou Diop     | Entraîneur |                   |

Uruguay :
| N° | Nom                | Poste      | Naissance         |
| 1  | Diego              | Gardien    | 31 mai 1972       |
| 2  | Fabricio Vallarino | Défenseur  | 3 juillet 1984    |
| 3  | Ricar              | Attaquant  | 5 juin 1982       |
| 4  | Coco               | Défenseur  | 14 novembre 1972  |
| 5  | Pampero            | Défenseur  | 31 mars 1978      |
| 6  | Pico               | Attaquant  | 10 janvier 1973   |
| 7  | Parrillo           | Défenseur  | 13 mars 1975      |
| 8  | Miguel             | Milieu     | 23 février 1970   |
| 9  | Oli                | Attaquant  | 28 avril 1983     |
| 10 | Kelsbauskas        | Attaquant  | 12 avril 1983     |
| 11 | Matias             | Attaquant  | 5 novembre 1985   |
| 12 | Leandro            | Gardien    | 20 septembre 1975 |
|    | Venancio Ramos     | Entraîneur |                   |

### Groupe D
Argentine :
| N° | Nom                  | Poste      | Naissance          |
| 1  | Marcelo Salgueiro    | Gardien    | 28 juillet 1976    |
| 2  | Santiago Hilaire     | Défenseur  | 25 mai 1981        |
| 3  | Gustavo Casado       | Défenseur  | 7 décembre 1973    |
| 4  | Luciano Franceschini | Attaquant  | 4 avril 1983       |
| 5  | Rodrigo Lopez        | Défenseur  | 8 juin 1977        |
| 6  | Leandro Paradisi     | Défenseur  | 7 juin 1976        |
| 7  | Federico Hilaire     | Attaquant  | 20 juin 1984       |
| 8  | Federico Andrade     | Défenseur  | 10 février 1977    |
| 9  | Facundo Minici       | Milieu     | 1er septembre 1982 |
| 10 | Ezequiel Hilaire     | Attaquant  | 10 août 1979       |
| 11 | Agustin Dallera      | Attaquant  | 28 décembre 1985   |
| 12 | Cesar Mendoza        | Gardien    | 10 mars 1983       |
|    | Hector Petrasso      | Entraîneur |                    |

Émirats arabes unis :
| N° | Nom                  | Poste      | Naissance         |
| 1  | Mohamed Al Mazam     | Gardien    | 17 septembre 1982 |
| 2  | Qambar Sadeqi        | Défenseur  | 22 novembre 1975  |
| 3  | Ali Karim            | Défenseur  | 25 avril 1980     |
| 4  | Haidar Bashir        | Défenseur  | 1er novembre 1975 |
| 5  | Ali Al Mazam         | Défenseur  | 10 décembre 1981  |
| 6  | Ibrahim Albalooshi   | Attaquant  | 2 novembre /1974  |
| 7  | Ali Albloushi        | Attaquant  | 8 décembre 1975   |
| 8  | Rami Al Mesaabi      | Milieu     | 22 avril 1982     |
| 9  | Hassan Aljesmi       | Attaquant  | 25 janvier 1982   |
| 10 | Bakhit Alabadla      | Attaquant  | 15 octobre 1970   |
| 11 | Mohamed Bashir       | Attaquant  | 31 octobre 1980   |
| 12 | Khaled Bani Shemaili | Gardien    | 1er novembre 1978 |
|    | Marcelo Mendes       | Entraîneur |                   |

France :
| N° | Nom                    | Poste      | Naissance                        |
| 1  | Jean-Marie Aubry       | Gardien    | 3 avril 1969 à Forbach           |
| 2  | Idris Saïdou           | Défenseur  | 19 décembre 1976                 |
| 3  | Thierry Ottavy         | Défenseur  | 9 février 1972 à Ajaccio         |
| 4  | Tony Ruggeri           | Défenseur  | 7 mai 1982                       |
| 5  | Didier Samoun          | Milieu     | 29 août 1980 à Marseille         |
| 6  | Sébastien Pérez        | Défenseur  | 24 novembre 1973 à Saint Chamond |
| 7  | Grégory Tanagro        | Attaquant  | 17 juin 1984                     |
| 8  | Stéphane François      | Défenseur  | 11 avril 1976                    |
| 9  | Laurent Castro         | Attaquant  | 11 décembre 1969                 |
| 10 | Jairzinho Cardoso      | Milieu     | 8 février 1977                   |
| 11 | Jérémy Basquaise (cap) | Milieu     | 21 septembre 1985                |
| 12 | Samir Belamri          | Gardien    | 20 avril 1982                    |
|    | Éric Cantona           | Entraîneur | 24 mai 1966 à Marseille          |

Nigéria :
| N° | Nom                  | Poste      | Naissance        |
| 1  | Abdullahi Isa        | Gardien    | 10 août 1985     |
| 2  | Osahon Uhunmwangho   | Défenseur  | 12 août 1983     |
| 3  | Obi Moneke           | Défenseur  | 2 novembre 1983  |
| 4  | Ogbonnaya Okemmiri   | Défenseur  | 13 juin 1986     |
| 5  | Uga Okpara           | Défenseur  | 28 août 1982     |
| 6  | Suleman Usman        | Attaquant  | 18 mars 1984     |
| 7  | Isiaka Olawale       | Milieu     | 11 novembre 1983 |
| 8  | Idoko Ibrahim        | Milieu     | 13 mai 1981      |
| 9  | Bartholomew Ibenegbu | Attaquant  | 22 février 1986  |
| 10 | Ifeanyi Onigbo       | Attaquant  | 22 novembre 1989 |
| 11 | Osita Echendu        | Milieu     | 4 février 1987   |
| 12 | John Gaadi           | Gardien    | 3 mars 1982      |
|    | Kelechi Emeteole     | Entraîneur |                  |